# Joss Turnbull
Joss Turnbull (* 1985 in Bielefeld) ist ein deutscher Welt- und Improvisationsmusiker (Perkussion) mit britischen Wurzeln. Das Deutschlandradio Kultur hält ihn für „einen der spannendsten Perkussionisten seiner Generation“.

## Leben und Wirken
Turnbull wurde von seinem Vater Mike Turnbull, der ebenfalls Perkussionist ist, in die Musik eingeführt. Weiterhin nahm er Perkussionsunterricht bei Mohammad Reza Mortazavi und Madjid Khaladj und spezialisierte sich dabei besonders auf die iranische Kelchtrommel Tombak. Von 2007 bis 2012 studierte er Perkussion für Jazz- und Popularmusik an der Hochschule für Musik und Darstellende Kunst Mannheim. Neben einem Studienaufenthalt in Istanbul bereiste er Syrien, Libanon und den Iran, um die verschiedenen Trommel-Traditionen kennenzulernen.
Turnbull verfremdete den traditionellen Klang arabischer Perkussionsinstrumente durch die Nutzung von Präparation und Elektronik und erforscht so die improvisatorischen und elektroakustischen Möglichkeiten der Instrumente. Sein erstes Soloalbum Isturnbull veröffentlichte er 2013. Es folgten Konzerte als Solist. Daneben war er Mitglied von multinationalen Musikprojekten wie dem deutsch-türkischen Quartett LebiDerya (Orientaion), gehört zum Trickster Orchestra (Album bei ECM Records) und arbeitete auch mit dem Ensemble Asil – for arab contemporary classical music und der libanesischen Tanzkompanie Maqamat und deren Tanzstück #minaret. 2021 trat er im Duo mit Stian Westerhus auf. 2025 erschien sein zweites Soloalbum Turmoil.

## Preise und Auszeichnungen
2015 erhielt Turnbull einen Preis der GBG Mannheim in der Kategorie Solo-Künstler sowie ein Stipendium der Kunststiftung Baden-Württemberg. 2019 wurde er mit dem Kathrin-Preis ausgezeichnet.

## Diskographische Hinweise
- Abdelghani Elmassaoudi, Joss Turnbull, Mohamad Fityan, Matthias Kurth, Pablo Giw: Tamas (Ti-Records 2015)
- Joss, Josefine und Mike Turnbull: Turnbulls (KTF-Records 2017)
- Ansgar-Manuel Stein & Joss Turnbull: Regen (Traumzeit 2019)
- Turmoil (Boomslang Records 2025)